# 东江镇 (陇南市)
东江镇，是中华人民共和国甘肃省陇南市武都区下辖的一个乡镇级行政单位。
2014年，陇南市人民政府批复同意调整东江镇管辖区域，设立江北街道办事处。

## 行政区划
东江镇下辖以下地区：
东江水村、半山村、胡家坪村、赵家坪村、新庄村、王沟村和郭家坪村。